# Rejon kirowski (Nowosybirsk)
Rejon kirowski w Nowosybirsku (ros. Кировский район) – jeden z rejonów rosyjskiego miasta Nowosybirsk.

## Charakterystyka
Położony na lewym brzegu Obu, zajmujący powierzchnię 52 kilometrów kwadratowych. Dane z 2010 roku wskazują, że zamieszkuje go 173 837 osób, a kilka lat wcześniej było to około 171 000. Historia dzielnicy zaczyna się w XIX wieku, gdy na tym terenie znajdowała się jedna z wiosek, a Nowonikołajewsk (Nowosybirsk) jeszcze nie istniał. Sama wieś istniała natomiast od XVI wieku jako miejsce handlu między Rosjanami a Teleutami. Na przełomie XIX i XX wieku był to jednak mało rozwinięta dzielnica miasta, zamieszkana przez niewielką liczbę ludności. Dopiero wraz z nastaniem czasów sowieckich rozpoczyna się rozwój tego obszaru. W 1930 roku zlokalizowano jedną z fabryk, a sam teren nazwano rejonem zaobskim (2 października). Impulsem do dalszego rozwoju było stworzenie linii kolejowej łączącej Kuźnieckie Zagłębie Węglowe z Nowosybirskiem. 2 grudnia 1934 roku rejon przemianowano na kirowski, na cześć Siergieja Kirowa, liczba jego ludności wynosiła około 45 tysięcy. Atak Niemiec na ZSRR w 1941 roku sprawił, że do Nowosybirska zostały ewakuowane nie tylko masy ludności, ale także wiele zakładów przemysłowych – część z nich ulokowano w rejonie kirowskim, co było bodźcem do dalszej ekspansji dzielnicy. Przeniesiono tu prawie 15 różnych zakładów przemysłowych, m.in. z Podolska, Rostowa nad Donem, Taganrogu czy Tuły. Rozwój ten trwał także po zakończeniu wojny, gdy w latach pięćdziesiątych lokalizowano w tym miejscu wiele nowych fabryk. W latach sześćdziesiątych powstały tu zakłady produkujące różnego rodzaju alkohole. Ostateczne granice rejonu ukształtowały się w latach siedemdziesiątych.
Rejon kirowski ma następujące wymiary: z zachodu na wschód jest to 6,3 kilometra, z północy na południe 8,9 kilometra, a długość nabrzeża obskiego wynosi 9,8 kilometrów. Od 2010 roku władze dzielnicy inwestują w rozwój edukacji przedszkolnej, sieć tych placówek w rejonie nie była zbyt rozbudowana, stąd zwiększenie nakładów finansowych na jej rozbudowę. Trwają także inwestycje w małą architekturę oraz zwiększanie terenów zielonych na tym obszarze. W kirowskim rejonie znajduje się ponad 190 ulic o łącznej długości 121 kilometrów. Zarejestrowanych jest tutaj ponad 8 tysięcy małych i średnich przedsiębiorstw, a także 34 duże zakłady. 50% z nich zajmuje się handlem, 11% produkcją, 8% budownictwem, 7% transportem, a reszta innego typu działalnością. Oprócz tego swe siedziby ma tutaj 16 mniejszych lub większych ośrodków opieki zdrowotnej (w tym kilka szpitali i specjalistycznych klinik). Na terenie rejonu działa 88 placówek edukacyjnych, m.in. wspomniane przedszkola, których liczba wzrosła do 33, a także 26 szkół podstawowych różnego typu i 13 szkół średnich. Prawie 4 kilometry kwadratowe zajmuje park rejonowy, który jest jednym z ulubionych miejsc rekreacyjnych i wypoczynkowych mieszkańców.
W 2010 roku rejon kirowski otrzymał nagrodę od władz Nowosybirska za zajęcie pierwszego miejsca spośród wszystkich dzielnic w konkursie na najlepszy rejon miasta. Uznano, że dzielnica ta jest najszybciej rozwijającym się rejonem metropolii nowosybirskiej. Tempo rozwoju zostanie najprawdopodobniej utrzymane, gdyż w Generalnym Planie Rozwoju Nowosybirska kirowski rejon stał się jednym z priorytetów w dalszej rozbudowie miasta. Planowane są wielkie inwestycje w budownictwo mieszkaniowe, co ma się przełożyć na stworzenie ponad 220 tysięcy metrów kwadratowych nowych powierzchni mieszkalnych. Inwestycje zostaną także poczynione w infrastrukturę sportową, a szczególnie w stworzenie nowoczesnego ośrodka narciarskiego na obrzeżach dzielnicy, który byłby dostępny w ciągu całego roku. Planowane jest także przeznaczenie środków na rozwój infrastruktury drogowej, a także stworzenie obwodnicy na obrzeżach rejonu. Największą inwestycją ma być budowa nowego mostu przez Ob, który byłby trzecim mostem w mieście, a jego długość ma wynieść 1,67 kilometra. Zakłada się, że jego budowa pochłonie 18,7 miliardów rubli. W związku z istnieniem wielu zakładów przemysłowych w dzielnicy, nie należy on do najatrakcyjniejszych rejonów Nowosybirska, a tym samym ceny mieszkań nie należą tu do najwyższych.

## Transport
Dzielnica znajduje się w strukturze nowosybirskich sieci tramwajowej oraz autobusowej. Na obszarze kirowskiego rejonu nie znajduje się żadna stacja Nowosybirskiego Metra. W długofalowym planie rozwoju przewiduje się jednak powstanie w tym miejscu nowej linii, Kirowskajej.